# Селестун (муниципалитет)
Селесту́н (исп. Celestún) — муниципалитет в Мексике, штат Юкатан, с административным центром в одноимённом городе. Численность населения, по данным переписи 2010 года, составила 6831 человек.

## Общие сведения
Дословно Celestún с майяйского название можно перевести как Камень страха, от Celes — страх, ужас и Tun — камень.
Площадь муниципалитета равна 603 км², что составляет 1,51 % от общей площади штата, а наивысшая точка — 9 метров, расположена в поселении Санта-Роса.
Он граничит с другими муниципалитетами Юкатана: на востоке с Хунукмой, Тетисом и Кинчилем, на юге с Машкану и Алачо, на юго-западе граничит с другим штатом Мексики — Кампече, а на севере и западе омывается водами Мексиканского залива.

## Учреждение и состав
Муниципалитет был образован в 1918 году, в его состав входит 11 населённых пунктов, самым крупным из которых является административный центр, и ещё 10 ранчо и вилл с населением менее 10 человек.
| Код INEGI | Населённый пункт                                                                  | Численность населения (2005 год) | Численность населения (2010 год) |
| --------- | --------------------------------------------------------------------------------- | -------------------------------- | -------------------------------- |
| 011       | Всего                                                                             | 6269                             | 6831                             |
| 0001      | Селестун (исп. Celestún) 20°51′33″ с. ш. 90°24′00″ з. д. (административный центр) | 6243                             | 6810                             |
| 0061      | Перлита-Тампико (исп. Perlita Tampico) 20°52′40″ с. ш. 90°23′32″ з. д.            | —                                | 4                                |
| 0058      | Ральф-Брум (исп. Ralph Broom) 20°52′22″ с. ш. 90°23′37″ з. д.                     | 2                                | 3                                |
| —         | Прочие                                                                            | 24                               | 14                               |

## Экономика
Основными видами экономической деятельности являются рыбная ловля и птицеводство, а также торговля и туризм.
Благодаря расположению Селестуна на побережье Мексиканского залива, хорошо развито рыболовство, здесь добывают: окуней, уачинанго, катранов, тилапию, осьминогов, крабов и омаров.
Также здесь развито птицеводство, в муниципалитете расположено несколько птицефабрик, занимающихся поставками яйца и мяса птицы.
Сельское хозяйство представлено кукурузой и бобами.
Добыча соли является основным видом производства, хотя и пришла в упадок в середине XX века.
Селестун достаточно популярен у туристов, которые могут насладиться отдыхом на пляжах и местной кухней.
По статистическим данным 2000 года, работоспособное население занято по секторам экономики в следующих пропорциях:
- сельское хозяйство, скотоводство и рыбная ловля — 46,3 %;
- торговля, сферы услуг и туризма — 40,3 %;
- производство и строительство — 12,4 %;
- безработные — 1 %.

## Инфраструктура
По статистическим данным 2010 года, инфраструктура развита следующим образом:
- электрификация: 94,7 %;
- водоснабжение: 97,5 %;
- водоотведение: 74,4 %.

## Достопримечательности
В муниципальном центре находится храм Непорочного зачатия, построенный в 1887 году.
Также здесь можно совершить экскурсию в «Каменный лес» и понаблюдать за фламинго в биосферном заповеднике Рия-Селестун.

## Фотографии

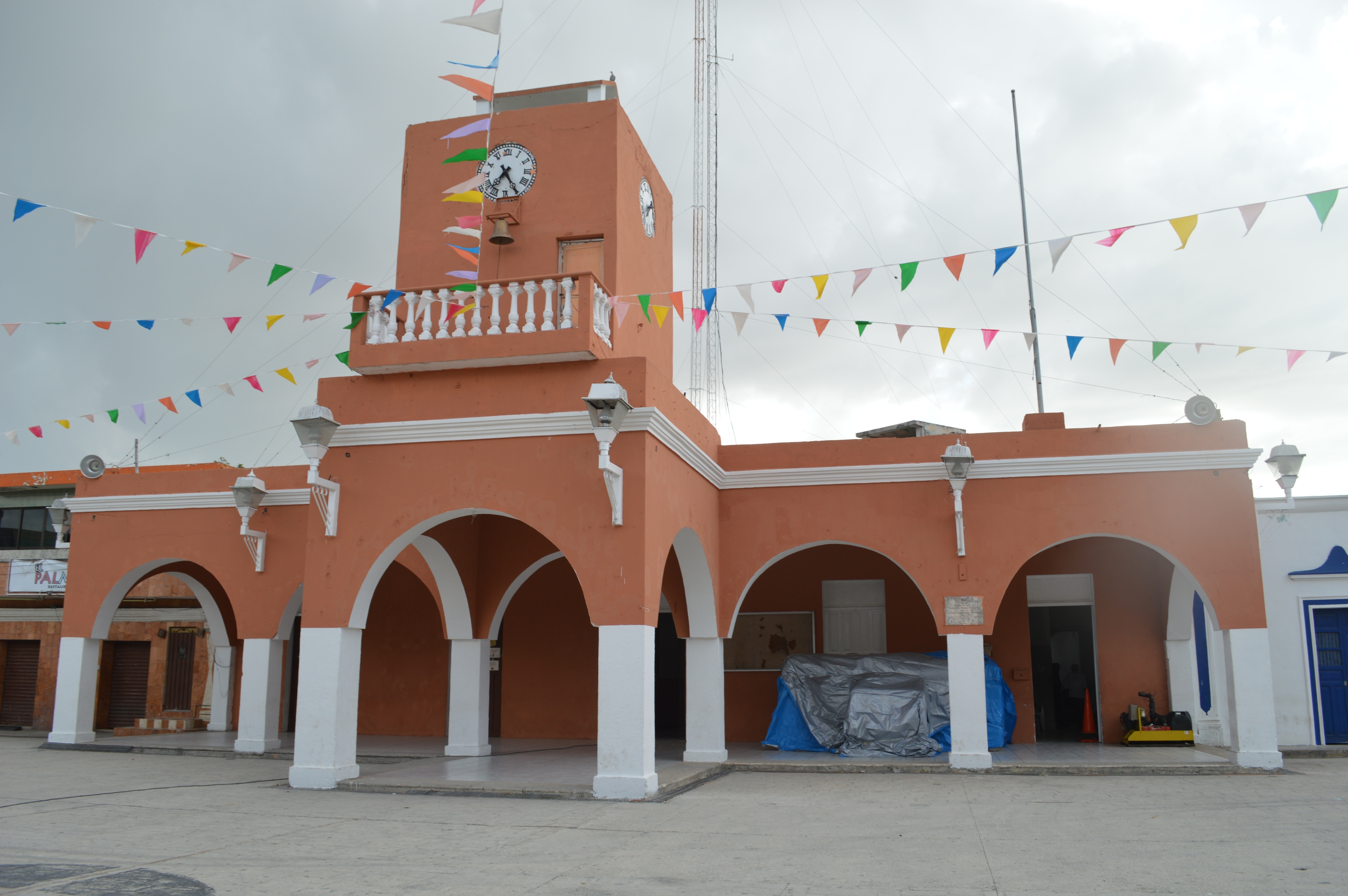
Здание администрации
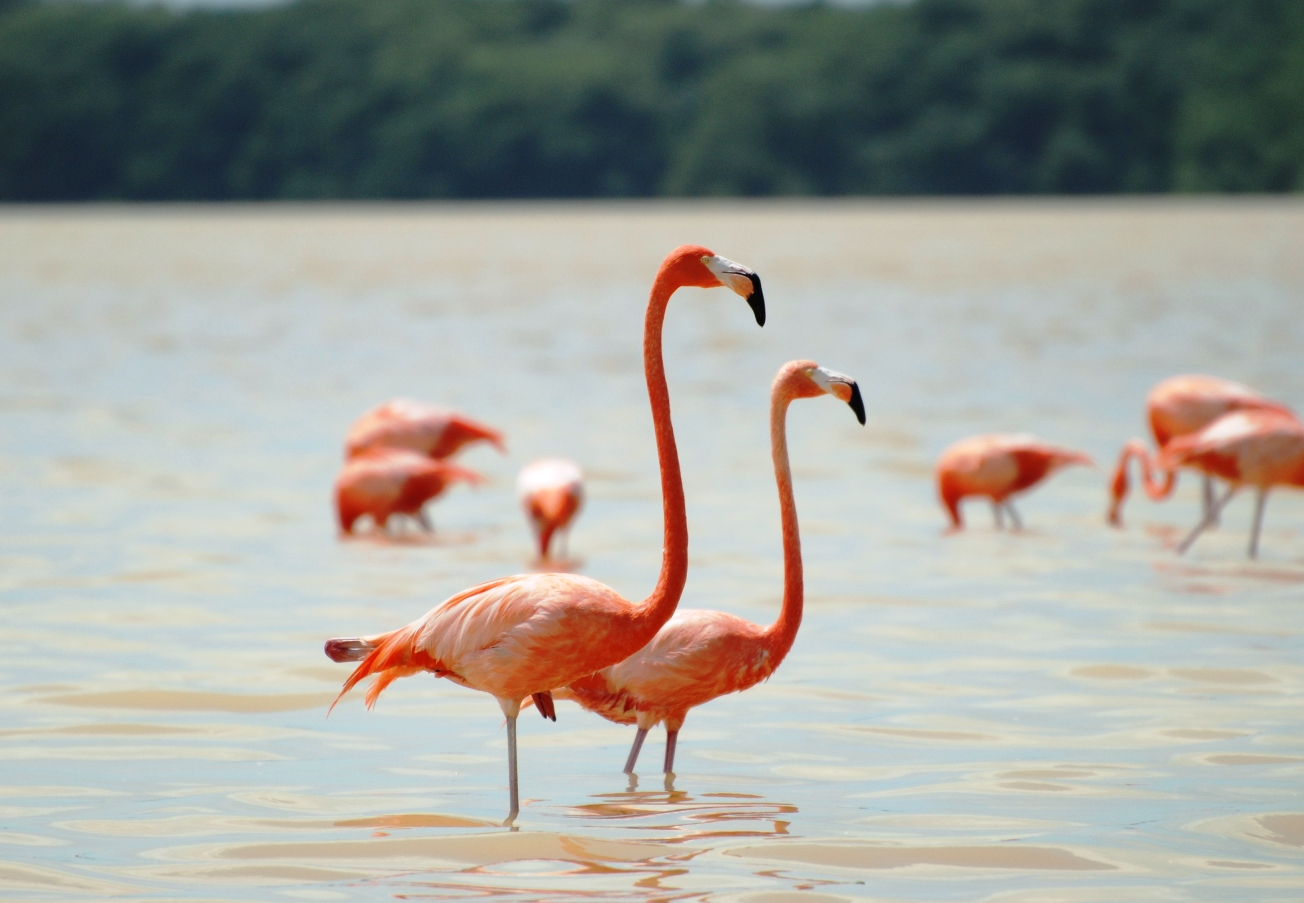
Фламинго в биосферном заповеднике
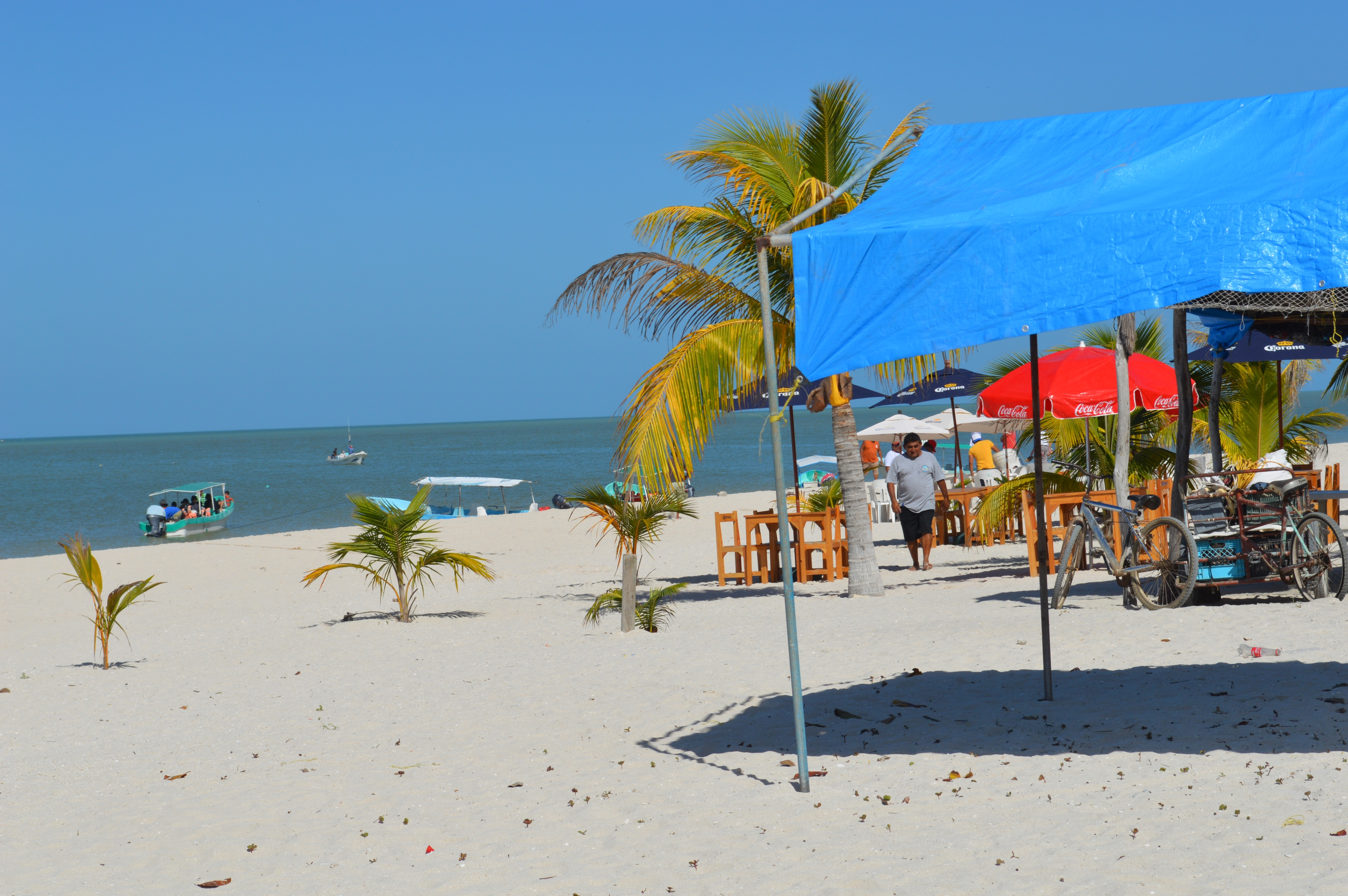
Пляжи муниципалитета